# So Kawahara
So Kawahara (河原 創 Kawahara So?), född 13 mars 1998 i Kumamoto prefektur, är en japansk fotbollsspelare.
Kawahara började sin karriär 2020 i Roasso Kumamoto.